# Didactylia gilva
Didactylia gilva är en skalbaggsart som beskrevs av Rudolph Petrovitz 1973. Didactylia gilva ingår i släktet Didactylia och familjen Aphodiidae. Inga underarter finns listade i Catalogue of Life.